# Spironucleus
Spironucleus — рід протистів порядку Diplomonadida. Spironucleus має шість передніх і два задніх джгутика. Життєвий цикл включає одну активну стадію трофозоїт та одну неактивну стадію кісти.

## Спосіб життя
Живе у травному тракті тварин. Spironucleus vortens живе у прісноводних рибах Pterophyllum та може викликати у господаря ерозію бічної лінії. Spironucleus columbae є збудником гексамітіозу у голубів, що супроводжується виразкою кишкового тракту, діареєю, блювотою та втратою ваги. Spironucleus muris є причиною захворювань травної системи у мишей, пацюків і хом'яків.